# Pierre Laszlo
Pierre Laszlo, né à Alger le 15 août 1938, est un chimiste français.
Il a enseigné aux États-Unis, en France et en Belgique. Son domaine de recherche est la catalyse de réactions organiques sur des supports inorganiques tels que les argiles. C'est aussi un expert de l'analyse par résonance magnétique nucléaire (du 13C; spectroscopie RMN). Il est l'auteur de nombreux ouvrages destinés à l'enseignement et à la vulgarisation.
Il est professeur honoraire à l'université de Liège et à l'École polytechnique.

## Parcours universitaire
Pierre Laszlo étudie la chimie à l'université de Grenoble. Après avoir obtenu un doctorat ès sciences à la Sorbonne en 1965, y avoir exercé comme maître assistant, il devient assistant professor à l'université de Princeton. En 1970, il devient professeur à l'université de Liège, fonction qu'il occupe jusqu'en 1999. En 1982, il enseigne la littérature française à l'université Johns-Hopkins en tant que professeur visiteur. Il est professeur titulaire de chimie à Polytechnique de 1986 à 1999, date à laquelle il prend sa retraite universitaire.
Au cours de sa carrière, il est régulièrement professeur invité (visiting professor) à l'université Cornell (Ithaca, N. Y.).

### Distinctions
Il reçoit diverses distinctions scientifiques, françaises et étrangères, dont le prix de l'Académie des sciences en hommage aux savants français fusillés par les Allemands en 1940-44 (1981), et le prix Maurice-Pérouse de la Fondation de France (1999) pour l'ensemble de son œuvre de popularisation de la science.

## Publications

### Ouvrages
- La Parole des choses, ou le langage de la chimie, Hermann, 1993
- La Vulgarisation scientifique, coll. « Que sais-je ? », 1993  (ISBN 978-2-1304-5241-6)
- La Chimie nouvelle, Flammarion, coll. « Dominos », 1995  (ISBN 2-0803-5260-1)
- Les universités américaines, Paris, Flammarion, coll. « Dominos », 1996, 127 p. (ISBN 2-08-035417-5)
- Qu'est-ce que l'alchimie ?, Hachette, 1996  (ISBN 978-2-0123-5190-5)
- [avec Sylvie Rivière], Les Sciences du parfum, coll. « Que sais-je ? », 1997  (ISBN 978-2-1304-8798-2)
- Abrégé de chimie industrielle, éditions Ellipses, 1998  (ISBN 2-7298-9853-0)
- Chemins et savoirs du sel, Hachette, 1998 ; rééd. poche, coll. « Pluriel », 2001  (ISBN 978-2-0127-9017-9)
- La Découverte scientifique, coll. « Que sais-je ? », 1999,  (ISBN 978-2-1304-9941-1)
- Le Savoir des plantes, éditions Ellipses, 1999
- Terre & eau, air & feu, Le Pommier, 2000  (ISBN 978-2-7465-0066-2) ; rééd. Terre & eau, air & feu : histoires de sciences, Le Pommier, 2009  (ISBN 978-2-7465-0450-9)
- Miroir de la chimie, Seuil, 2000  (ISBN 978-2-0203-5273-4)
- Quelques concepts directeurs de la chimie organique, Ellipses, 2000  (ISBN 978-2-7298-6857-4)
- Pourquoi la mer est-elle bleue ?, Le Pommier, 2002  (ISBN 978-2-7465-0020-4)
- L'Architecture du vivant, Champs Flammarion, 2004  (ISBN 978-2-0808-0086-2)
- Le Phénix et la salamandre : Histoires de sciences, Le Pommier, 2004  (ISBN 978-2-7465-0110-2)
- (en)Citrus : A History, University of Chicago Press, 2007  (ISBN 978-0-2264-7026-9)
- (en) Communicating Science: A Practical Guide, Springer, 2010  (ISBN 978-3-5403-1919-1)
- Drôle de chimie!, Le Pommier, 2011  (ISBN 978-2-7465-0513-1)
- A Life and Career in Chemistry, Autobiography from the 1960s to the 1990s, Springer, 2021.

### En collaboration
- Le Trésor : dictionnaire des sciences, Flammarion, 1997

### Articles
- (en) « How an Anglo-American Methodology Took Root in France », Bulletin for the History of Chemistry, vol. 36, no 2,‎ 2011, « Bianca Tchoubar (1910-1990) » et « The Audience for Little Tchoubar's Book », p. 77-79 (lire en ligne)
- « Des exercices qui masquent le vrai visage de la chimie », La Jaune et la Rouge, no 703,‎ 2015 (lire en ligne)

### Vidéo
- Le Sel dans tous ses états avec P. Laszlo sur cultureGnum